# William Mollerup

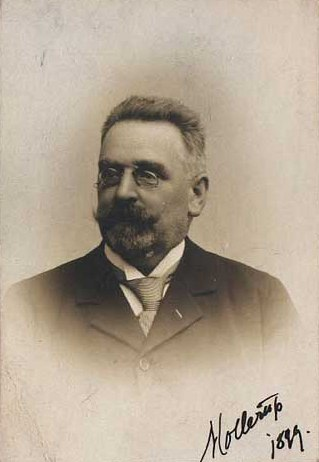
William Mollerup (1899), Fotografie von Sophus Juncker-Jensen

Arthur William Julius Mollerup (* 19. September 1846 in Kopenhagen; † 23. April 1917 in Klampenborg) war ein dänischer Historiker.

## Leben

### Herkunft und Familie
William Mollerup war ein Sohn des Juristen Joachim André Mollerup (1817–1852) und der Anna, geborene Kieler (1821–1892). Er hatte aus seiner 1879 geschlossenen Ehe mit Caroline Susanne Ewald Rothe (1856–1938) acht Kinder, unter ihnen die Tänzerin Asta Mollerup (1881–1945) und der Architekt Tyge Mollerup (1888–1953).

### Werdegang
Mollerup besuchte bis 1866 die Metropolitanskolen, eine Schule für die besser gestellte Bürgerschaft in Kopenhagen. Sein Studium der Geschichte schloss er 1872 als magister artium ab. Anschließend arbeitete er kurzzeitig in Stockholmer Archiven. 1874 begab er sich nach Italien, wo er ein Jahr lang Sekretär beim dänischen Konsulat war. Hiernach bestritt er seinen Lebensunterhalt als Lehrer für Geschichte und Geographie sowie als publizierender Historiker in Kopenhagen.
Unter anderem wirkte Mollerup am Supplement der Regesta Danica (1876) und an der dritten Ausgabe des Nordisk Konversationslexikon (1887) mit. Seine Dissertation über die Beziehungen Dänemarks zu Livland zwischen 1346 und 1561 wurde 1884 ins Deutsche übersetzt. Zu seinen Hauptwerken wird auch der erste Teil der Geschichte des dänischen Adelsgeschlechts Bille, Bille-Ættens Historie (1893), gezählt.
Mollerup war ab 1881 korrespondierendes Mitglied der Gesellschaft für Geschichte und Altertumskunde der Ostseeprovinzen Russlands und ab 1896 Mitglied der Königlich Dänischen Gesellschaft für die Geschichte des Patriotismus.
Nach verschiedenen einschlägigen Stationen wurde er 1898 Direktor der Sammlung Rosenborg und als solcher Leiter des Nationalen Geschichtsmuseums im Schloss Frederiksborg in Hillerød. Diese Stellung hatte er bis 1910 inne.